# Strade Bianche
La Strade Bianche è una corsa in linea di ciclismo su strada che si svolge ogni marzo in provincia di Siena, in Italia.
Dal 2017 fa parte dell'UCI World Tour, ed è caratterizzata da diversi tratti di strada sterrati, tipici delle colline toscane, chiamati appunto "strade bianche".
A partire dal 2015 è stata introdotta l'omonima prova femminile, svolta nello stesso giorno di quella maschile e inclusa nel Women's World Tour dal 2016.

## Storia

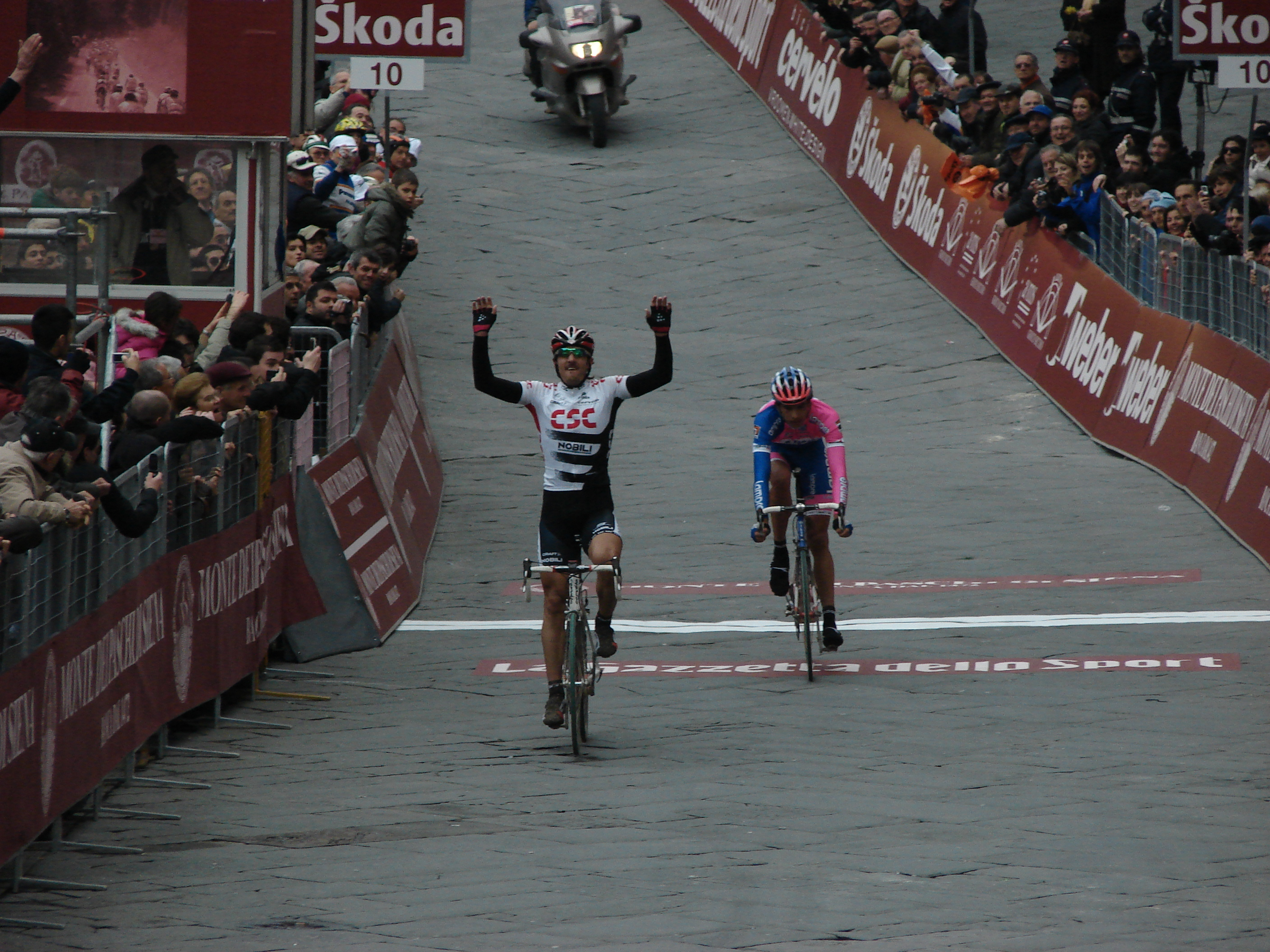
Fabian Cancellara vittorioso all'arrivo nella seconda edizione (2008)

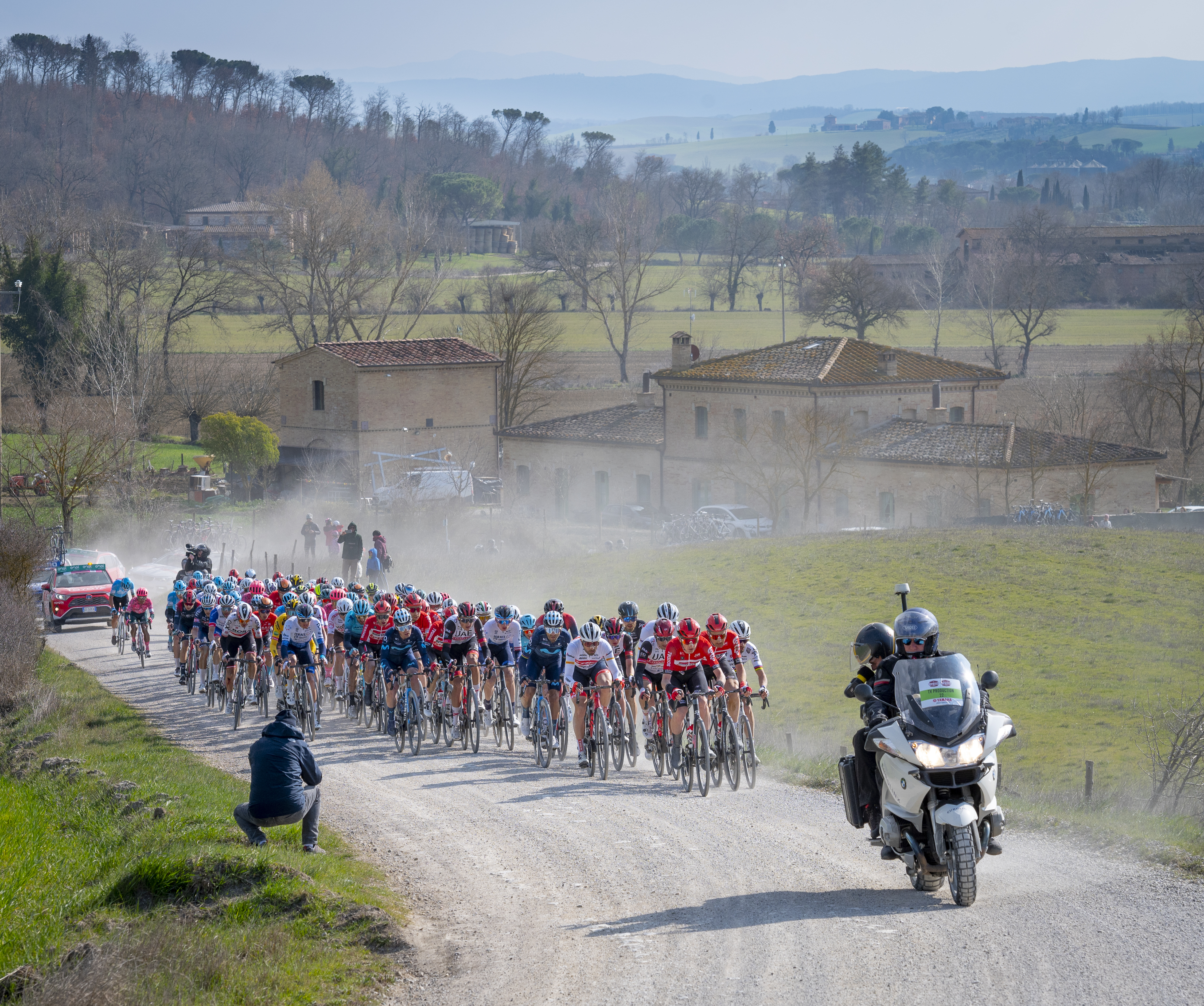
Gruppo compatto in un tratto di sterrato.

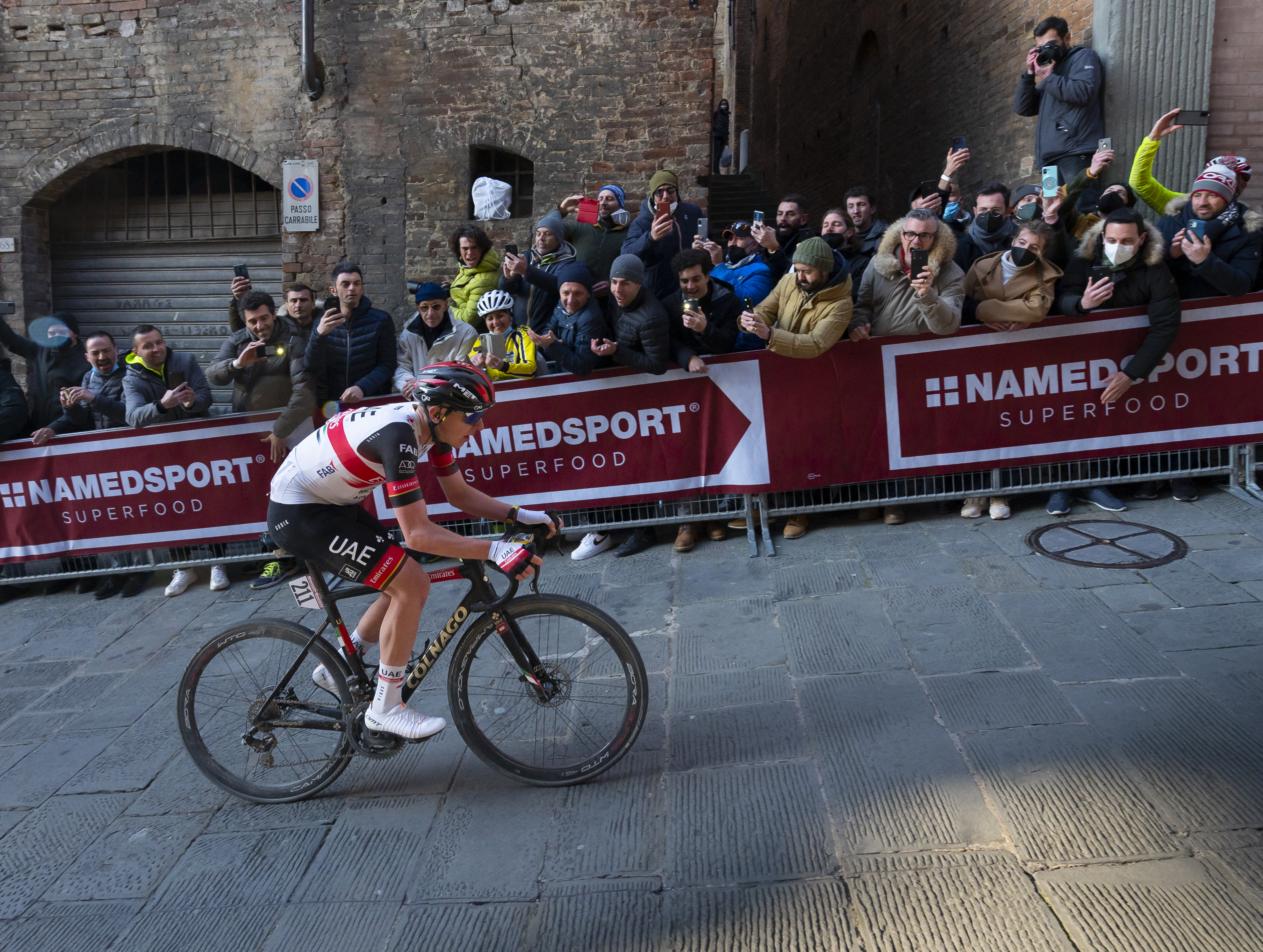
Tadej Pogačar solitario sull'ultimo muro di via di Santa Caterina, poco prima del traguardo in Piazza del Campo, nel 2022

A fine anni novanta del XX secolo vennero effettuati i primi esperimenti di corse ciclistiche amatoriali sulle caratteristiche strade sterrate bianche toscane, come ad esempio L'Eroica. L'evento si rivelò un successo e così nel 2007 si decise di organizzare una corsa per ciclisti professionisti. Messa in piedi fin dal principio dal gruppo RCS Sport, costola sportiva dell'editore de La Gazzetta dello Sport e organizzatore del Giro d'Italia e delle principali corse italiane, la prima edizione fu chiamata Monte Paschi Eroica in quanto l'omonimo istituto di credito senese era main sponsor. Fu l'unica a corrersi in autunno e a vincere fu il russo Aleksandr Kolobnev. La posizione nel calendario mondiale, inizio ottobre, scoraggiò la partecipazione dei grandi nomi ma per l'edizione del 2008, seconda e ultima col nome Eroica (tale aggettivo si rifaceva al ciclismo dei pionieri del Novecento corso principalmente su strade sterrate), si decise di spostare l'evento in primavera, pochi giorni prima del via della Tirreno-Adriatico. Si rivelò una buona mossa perché la corsa divenne presto un primo obiettivo per molti corridori di alto livello a inizio stagione. La gara guadagnò rapidamente fascino e anche l'albo d'oro crebbe progressivamente di prestigio. La prima edizione primaverile venne vinta da Fabian Cancellara, che si ripeté nel 2012 e nel suo anno d'addio, il 2016. Aggiudicandosi la corsa per la terza volta fu il primo ciclista a potersi fregiare dello speciale onore di veder intitolato col suo nome un tratto di strada sterrata della corsa, precisamente il settore di Monte Sante Marie.
Dalla terza edizione assunse il nome attuale Strade Bianche, per altre tre edizioni affiancato ancora a Monte Paschi. La partenza delle prime sette edizioni era situata a Gaiole in Chianti, ma nelle edizioni 2014 e 2015 la gara ha preso il via da San Gimignano. Dalla decima edizione del 2016 la corsa parte e si conclude a Siena, città che nel contempo, fin dalla sua prima edizione, ha sempre ospitato l'arrivo della corsa nella celebre Piazza del Campo.
Il fascino e l'alto livello della competizione ha portato col tempo l'Unione Ciclistica Internazionale a incrementare sempre più la categoria della corsa: per le prime otto edizioni venne classificata come corsa 1.1, il livello più basso di corse di un giorno per i professionisti, nel 2015 e nel 2016 venne innalzata a 1.HC e dal 2017 è diventata parte del massimo calendario mondiale, l'UCI World Tour. Diventata una corsa di primo livello, nell'albo d'oro si sono scritti i nomi di fuoriclasse mondiali dal 2019 in poi, tra cui il pluricampione del mondo Julian Alaphilippe, il belga Wout Van Aert, l'olandese Mathieu van der Poel e lo sloveno Tadej Pogačar. Nonostante la giovane età della competizione, l'appeal, l'aspetto classico e l'oggettiva difficoltà nel correre in condizioni di gara complicate hanno portato diversi media internazionali a definirla la Sesta Monumento, interrogandosi anche se sia legittimo alzare ulteriormente la categoria parificandola alle cinque maggiori corse di un giorno.
A partire dal 2026 la Strade Bianche avrà lo stesso punteggio delle 5 classiche Monumento, diventando ormai di fatto, la sesta Grande Classica Monumento.

## Percorso

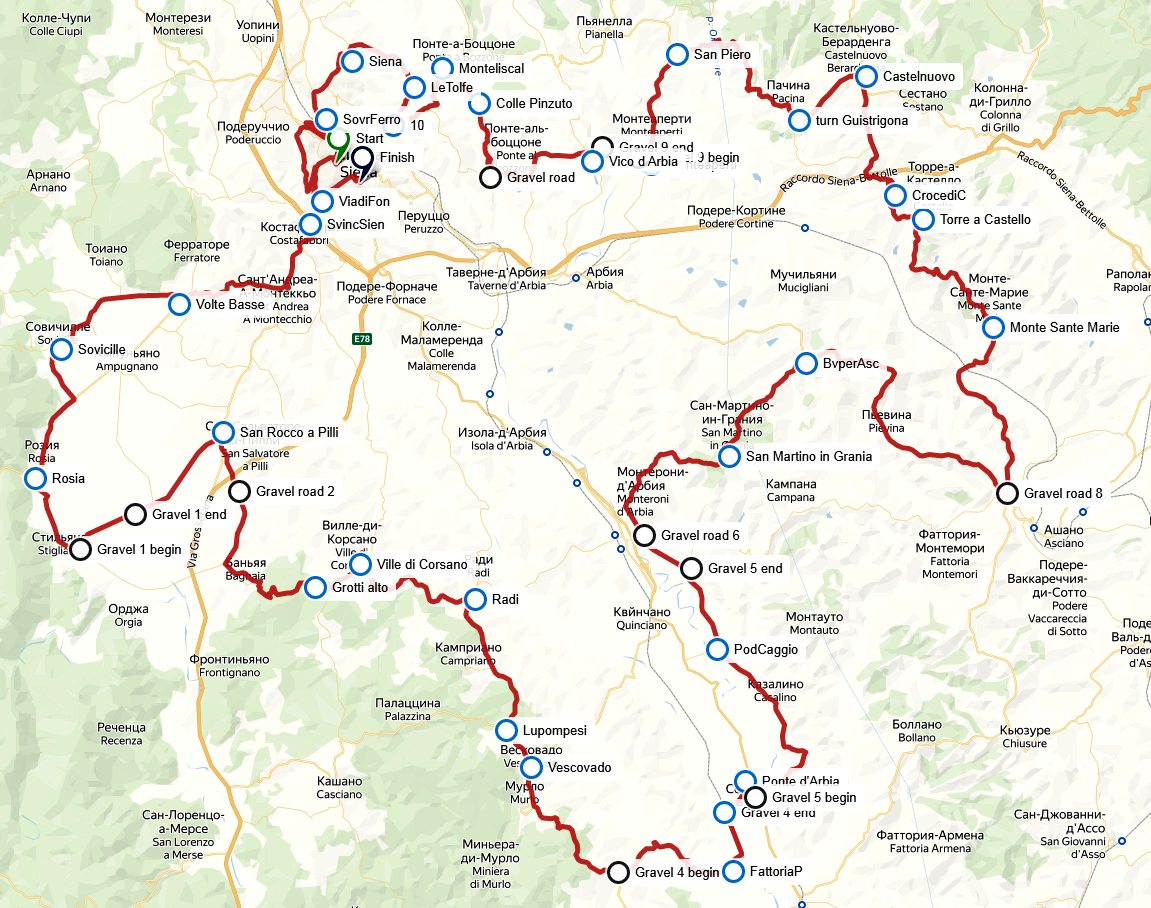
Planimetria del tradizionale percorso della Strade Bianche con partenza e arrivo a Siena

La corsa è caratterizzata dall'innovativa presenza sul percorso di alcuni settori di strade bianche, cioè strade sterrate tipiche delle campagne toscane, che la rendono una gara unica nel panorama italiano e non solo. La Strade Bianche unisce, all'interno del suo percorso, le peculiarità delle due più famose classiche del nord: quella della Parigi-Roubaix per i lunghi, faticosi tratti in strade dissestate (nella corsa francese si tratta di pavé, qui degli "sterri" toscani) e quella del Giro delle Fiandre, cioè i numerosi e durissimi "muri" (brevi tratti di strada a pendenza molto elevata). Per questo i corridori più adatti a giocarsi la vittoria finale in questa gara sono quei passisti che uniscono notevoli capacità di resistenza in collina a un consistente fondo, data la difficoltà della competizione.
La gara prende il via da Siena dal piazzale della Libertà di fronte alla Fortezza Medicea e si conclude come da tradizione in Piazza del Campo, per una distanza complessiva di 184 km. Si è ormai consolidato un percorso in cui si affrontano circa 63 chilometri di strade sterrate suddivisi in undici settori. La corsa è caratterizzata, oltre che dallo sterrato, da un tracciato molto ondulato e accidentato caratterizzato da numerose curve e da una prima impegnativa ascesa con pendenze attorno al 10% all'interno del secondo tratto di sterrato. Poco dopo una impegnativa salita, su strada asfaltata, porta a Montalcino, 4 km con pendenza del 5%. L'ultimo tratto in sterrato, quello delle Tolfe, si conclude a 12 km dall'arrivo. Tuttavia la corsa prevede ancora una difficoltà altimetrica, spesso decisiva per determinare il vincitore, infatti a due km dal traguardo finale inizia la salita di Porta di Fontebranda con pendenze al 9%-10%, massima in via di Santa Caterina (16%) a 500 metri dallo striscione d'arrivo finale di Piazza del Campo.

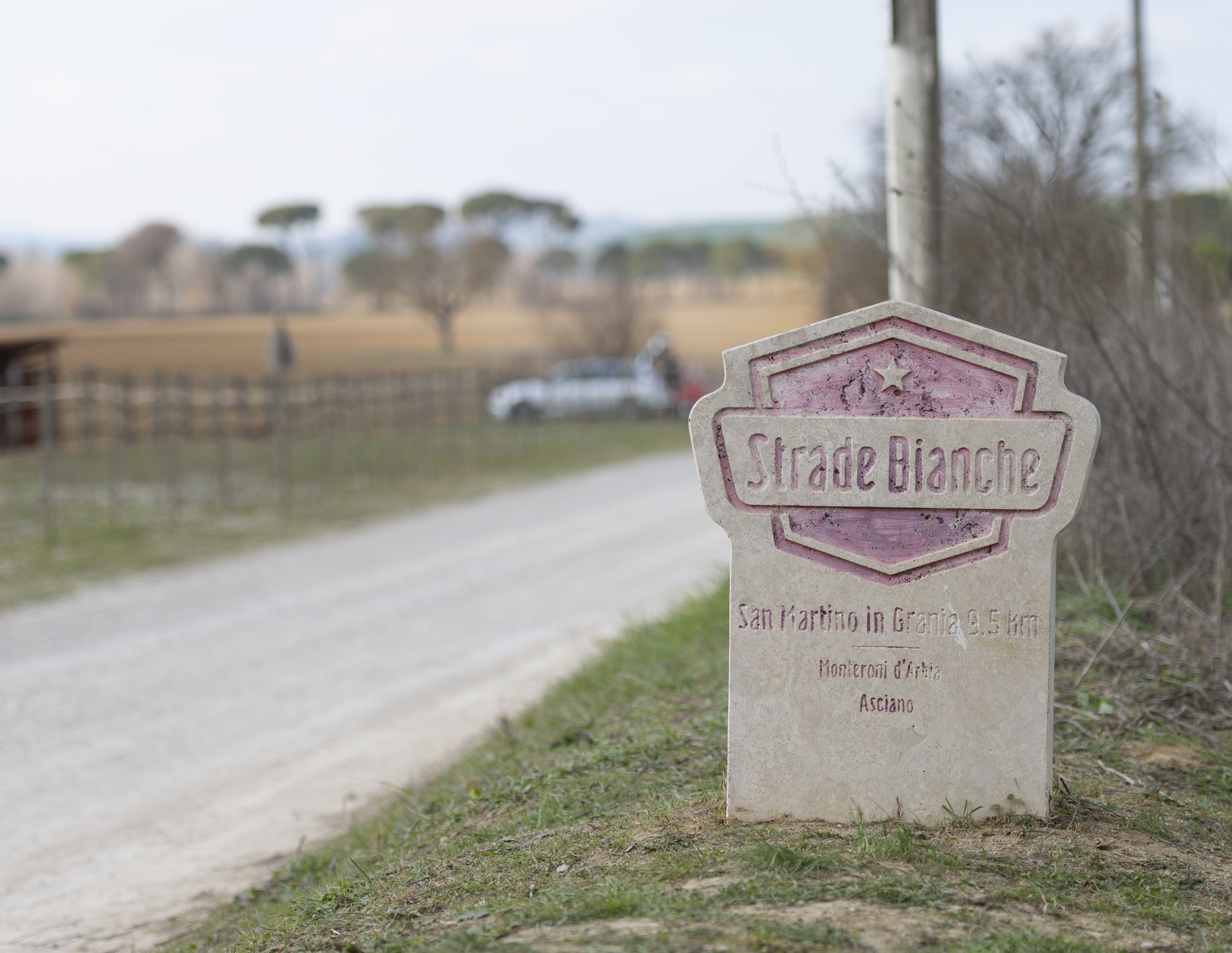
Pietra miliare segnalante l'inizio del tratto di sterrato in località San Martino in Grania (Monteroni d'Arbia)

Settori di strade bianche
| Settore Numero | Nome                                          | Chilometri         | Lunghezza (km) |
| -------------- | --------------------------------------------- | ------------------ | -------------- |
| 1              | Vidritta                                      | dal 17,6 al 19,7   | 2,1            |
| 2              | Bagnaia                                       | dal 25 al 30,8     | 5,8            |
| 3              | Radi                                          | dal 36,9 al 41.3   | 4,4            |
| 4              | La Piana                                      | dal 47.6 al 53.1   | 5,5            |
| 5              | Lucignano d'Asso                              | dal 75.8 al 87.7   | 11,9           |
| 6              | Pieve a Salti                                 | dal 88.7 al 96.7   | 8,0            |
| 7              | San Martino in Grania                         | dal 111.7 al 121.2 | 9,5            |
| 8              | Monte Sante Marie (settore Fabian Cancellara) | dal 130.0 al 132,4 | 11,5           |
| 9              | Monteaperti                                   | dal 160.0 al 160.8 | 0,8            |
| 10             | Colle Pinzuto                                 | dal 164.6 al 167   | 2,4            |
| 11             | Le Tolfe                                      | dal 171.0 al 172.1 | 1,1            |

## Albo d'oro
Aggiornato all'edizione 2025.
| Anno                        | Vincitore            | Secondo             | Terzo                 |
| Monte Paschi Eroica         | Monte Paschi Eroica  | Monte Paschi Eroica | Monte Paschi Eroica   |
| --------------------------- | -------------------- | ------------------- | --------------------- |
| 2007                        | Aleksandr Kolobnev   | Marcus Ljungqvist   | Mychajlo Chalilov     |
| 2008                        | Fabian Cancellara    | Alessandro Ballan   | Linus Gerdemann       |
| Monte Paschi Strade Bianche |                      |                     |                       |
| 2009                        | Thomas Löfkvist      | Fabian Wegmann      | Martin Elmiger        |
| 2010                        | Maksim Iglinskij     | Thomas Löfkvist     | Michael Rogers        |
| 2011                        | Philippe Gilbert     | Alessandro Ballan   | Damiano Cunego        |
| Strade Bianche              |                      |                     |                       |
| 2012                        | Fabian Cancellara    | Maksim Iglinskij    | Oscar Gatto           |
| 2013                        | Moreno Moser         | Peter Sagan         | Rinaldo Nocentini     |
| 2014                        | Michał Kwiatkowski   | Peter Sagan         | Alejandro Valverde    |
| 2015                        | Zdeněk Štybar        | Greg Van Avermaet   | Alejandro Valverde    |
| 2016                        | Fabian Cancellara    | Zdeněk Štybar       | Gianluca Brambilla    |
| 2017                        | Michał Kwiatkowski   | Greg Van Avermaet   | Tim Wellens           |
| 2018                        | Tiesj Benoot         | Romain Bardet       | Wout Van Aert         |
| 2019                        | Julian Alaphilippe   | Jakob Fuglsang      | Wout Van Aert         |
| 2020                        | Wout Van Aert        | Davide Formolo      | Maximilian Schachmann |
| 2021                        | Mathieu van der Poel | Julian Alaphilippe  | Egan Bernal           |
| 2022                        | Tadej Pogačar        | Alejandro Valverde  | Kasper Asgreen        |
| 2023                        | Thomas Pidcock       | Valentin Madouas    | Tiesj Benoot          |
| 2024                        | Tadej Pogačar        | Toms Skujiņš        | Maxim Van Gils        |
| 2025                        | Tadej Pogačar        | Thomas Pidcock      | Tim Wellens           |

### Vittorie per nazione
Aggiornato all'edizione 2025.
| Pos. | Paese         | Vittorie |
| ---- | ------------- | -------- |
| 1    | Svizzera      | 3        |
| 1    | Slovenia      | 3        |
| 1    | Belgio        | 3        |
| 4    | Polonia       | 2        |
| 5    | Russia        | 1        |
| 5    | Svezia        | 1        |
| 5    | Kazakistan    | 1        |
| 5    | Italia        | 1        |
| 5    | Rep. Ceca     | 1        |
| 5    | Francia       | 1        |
| 5    | Paesi Bassi   | 1        |
| 5    | Gran Bretagna | 1        |